# 슈도다나
슈도다나(네팔어: शुद्धोदाना)는 불교의 창시자 싯다르타 가우타마의 아버지이다. 정반왕(淨飯王), 백정왕(白淨王), 진정왕(眞淨王)이라고도 하며, 음역하여 수도타나(首圖馱那), 수두단나(輸頭檀那), 열두단(閱頭檀, 悅頭檀)이라고도 불린다. 그는 샤카의 라자였다. 싯다르타를 깊이 사랑하여 그가 출가(出家)하려는 마음을 가지고 있는 것을 알고 이를 막아보려 여러 가지로 애를 썼으나 뒤에 싯다르타가 정각(正覺)에 도달하여 불교를 펴게 되자 스스로 나아가 독실한 귀의자(歸依者)가 되었다. 76세 혹은 97세까지 살았다고 한다.

## 같이 보기
- 마야 부인

## 참고 문헌
- 이 문서에는 다음커뮤니케이션(현 카카오)에서 GFDL 또는 CC-SA 라이선스로 배포한 글로벌 세계대백과사전의 내용을 기초로 작성된 글이 포함되어 있습니다.